# Alzonne
 Alzonne  (en occitano Alzona) es una población y comuna francesa, en la región de Languedoc-Rosellón, departamento de Aude, en el distrito de Carcasona. Es el chef-lieu del cantón de su nombre.
Está integrada en la Communauté de communes du Cabardès - Canal du Midi.

## Demografía
| 1384 | 1510 | 1596 | 1610 | 1598 | 1644 | 1623 | 1588 | 1605 | 1566 | 1468 | 1510 | 1546 | 1516 | 1584 | 1506 | 1405 | 1530 | 1574 | 1460 | 1315 | 1321 | 1312 | 1277 | 1277 | 1223 | 1275 | 1177 | 1206 | 1208 | 1225 | 1221 |
| Para los censos de 1962 a 1999 la población legal corresponde a la población sin duplicidades (Fuente: INSEE [Consultar]) |      |      |      |      |      |      |      |      |      |      |      |      |      |      |      |      |      |      |      |      |      |      |      |      |      |      |      |      |      |      |      |